# 레스터셔주

레스터셔 주의 위치

레스터셔주(Leicestershire)는 잉글랜드의 주이며, 주도는 글렌필드이다. 면적은 2,156km2, 인구는 980,800명(2014년 기준), 인구 밀도는 455명/km2이다. 북쪽으로는 노팅엄셔주, 북동쪽으로는 링컨셔주, 동쪽으로는 러틀랜드주, 남동쪽으로는 노샘프턴셔주, 남서쪽으로는 워릭셔주, 서쪽으로는 스태퍼드셔주, 북서쪽으로는 더비셔주와 접한다. 주의 명칭은 주내에 위치한 도시 레스터에서 유래되었다.